# 裂愛
是2019年俄羅斯導演卡特米爾·巴拉戈夫的劇情長片。

## 剧情
1945年的列宁格勒，两名上过二战前线的妇女极力克服内心的创伤，试图在这一幸存下来的城市开始一段平和的生活。

## 獎項及提名
| 類別     | 頒獎日期      | 獎項               | 名字              | 結果 | 參考 |
| -------- | ------------- | ------------------ | ----------------- | ---- | ---- |
| 坎城影展 | 2019年5月25日 | 一種注目－最佳導演 | 卡特米爾·巴拉戈夫 | 獲獎 |      |
| 坎城影展 | 2019年5月25日 | 費比西國際影評人獎 | 《裂愛》          | 獲獎 |      |
| 坎城影展 | 2019年5月25日 | 酷兒金棕櫚獎       | 《裂愛》          | 提名 |      |

## 外部連結
- 官方网站
- 豆瓣电影上《裂愛》的資料 （简体中文）
- 開眼電影網上《裂愛》的資料（繁體中文）
- 互联网电影数据库（IMDb）上《Beanpole》的资料（英文）